# Dann eben nicht, Jeeves
Dann eben nicht, Jeeves (Originaltitel: Right Ho, Jeeves) ist der zweite Roman von P. G. Wodehouse mit dem Protagonisten Bertie Wooster und seinem Kammerdiener Jeeves. Der Roman erschien zwischen dem 23. Dezember 1933 und dem 27. Januar 1934 zunächst als Fortsetzungsgeschichte in der US-amerikanischen Saturday Evening Post, in Großbritannien im Grand-Magazine von April bis September 1934. In Buchform erschien der Roman am 5. Oktober 1934 zunächst in Großbritannien und am 15. Oktober unter dem abgeänderten Titel Brinkley Manor. P. G. Wodehouse plante den Roman bereits, als er noch an Bertie in wilder Erwartung arbeitete, dem ersten Roman rund um Bertie Wooster und Kammerdiener Jeeves. Seine Fortsetzung findet der Roman in Alter Adel rostet nicht, in dem Bertie erneut in der Gefahr schwebt, Madeline Bassett vor den Traualtar führen zu müssen.
Stephen Fry und der Literaturhistoriker Richard Usborne weisen beide darauf hin, dass die zwei Kapitel in Dann eben nicht, Jeeves, die die Preisvergabe an Grundschüler durch den betrunkenen Gussie Fink-Nottle schildern, zu dem komischsten zählt, was in der englischen Literaturgeschichte niedergeschrieben wurde. Die Kapitel werden deswegen häufig in Anthologien aufgenommen. Stephen Fry argumentiert jedoch, dass ein Leser die meisterliche Qualität dieser beiden Kapitel erst dann wirklich erkennen könne, wenn er den gesamten Roman lese. Auch John le Carré hat in einem 1996 veröffentlichten Zeitungsartikel festgehalten, dass jede Büchersammlung diesen Roman enthalten müsse, und ihn zu seinem Lieblingsroman erklärt.

## Handlung
Bertie Woosters kehrt nach einigen Wochen Urlaub in Cannes nach London zurück. In Cannes hat er seiner Tante Dahlia und ihrer Tochter Angela Gesellschaft geleistet. Jeeves hat ihn nicht begleitet und gesteht seinem Arbeitgeber, dass er in dessen Abwesenheit Berties alten Schulfreund Augustus ‚Gussie’ Fink-Nottle beraten hat. Gussie hat sich in die naiv-sentimentale Madeline Bassett verliebt, seine Schüchternheit hat bisher jedoch verhindert, dass er Madeline seine Liebe eingesteht. Bertie ist etwas irritiert darüber, dass sein alter Schulfreund es vorzieht, bei Jeeves statt ihm Rat zu beziehen. Bertie teilt Jeeves deswegen mit, dass er sich zukünftig des schüchternen Gussie annehmen wird. Auch Jeeves sehr zurückhaltende Reaktion auf Berties weißes Dinner-Jacket, das ihm in Cannes so viele Komplimente eingetragen hat, bringt ihn etwas aus der Fassung.
Tante Dahlia sucht dringend eine Person, die die Preisvergabe an der lokalen Grundschule vornehmen kann, plant Bertie diese Aufgabe zu übertragen und beordert ihn deshalb telegrafisch nach Brinkley Court, dem Landsitz von ihr und ihrem Mann Tom Travers Landsitz. Dort ist zur gleichen Zeit auch Angelas Freundin Madeline Bassett zu Gast, die junge Frau, in die sich Gussie verliebt hat.
Bertie hat eine vergleichbare Preisvergabe bereits hinter sich und dieselbe in keiner angenehmen Erinnerung. Bertie überredet Gussie, die Preisvergabe zu übernehmen, gibt dies ihm doch einen Grund, nach Brinkley Court zu reisen und so Madeline wieder zu treffen. Auch Bertie bricht jedoch nach Brinkley Court auf: Seine Cousine Angela hat ihre Verlobung mit Tuppy Glossop wegen einer Meinungsverschiedenheit aufgelöst. Auf Brinkley Court stellt sich heraus, dass Bertie Tante Dahlia nicht nur wegen der aufgelösten Verlobung zu trösten hat. Sie ist Herausgeberin des Mylady's Boulevard, einem Magazin, das nach ihrer Ansicht nach unmittelbar davor steht, endlich schwarze Zahlen zu schreiben. Noch ist sie jedoch auf regelmäßige Zuschüsse durch ihren Ehemann angewiesen. Tatsächlich hat er ihr wieder einmal 500 Pfund gegeben, um ihre Drucker zu bezahlen, doch hat Tante Dahlia dieses Geld in Cannes verspielt. Sie muss ihren Mann Tom erneut um einen Zuschuss bitten, dieser ist jedoch schon wegen seiner letzten Einkommenssteuerzahlung nicht in bester Laune und sieht – trotz seines beachtlichen Reichtums – den finanziellen Ruin der Familie sich bereits abzeichnen.
Bertie zeigt sich erneut irritiert, dass seine gesamte Umgebung Rat bei Jeeves sucht: Gussie will von ihm wissen, wie er Madeline für sich einnimmt, Tante Dahlia sucht bei Jeeves Rat, wie sie ihren Mann Tom besänftigt, Angela und Tuppy bitten um Unterstützung, wie sie ihre so leichtfertig aufs Spiel gesetzte Beziehung wieder ins Reine bringen. Bertie beendet dies alles, in dem er Jeeves anweist, keinem mehr ratgebend zur Seite zu stehen. Sie sollen sich stattdessen an ihn, Bertie, wenden. Tante Dahlia rät er, heute Abend durch Appetitlosigkeit aufzufallen. Tom Travers wird dann bemerken, dass etwas sie bedrückt, und, erleichtert, dass es um so etwas geringfügiges wie weitere 500 Pfund handelt, ein weiteres Mal willig das Magazin finanzieren. Ähnliches rät er Gussie, Angela und Tuppy: Wenn Gussie sein Abendessen unberührt zurückgehen lässt, wird Madeline merken, wie sehr er verliebt ist. Wenn Tuppy appetitlos vor seinem Teller sitzt, wird Angela merken, wie sehr der andere unter dem Bruch des Verlöbnis leidet. Der Plan wird ausgeführt; vier Personen lassen von dem von Starkoch Anatole zubereiteten Dinner einen Gang nach dem anderen unberührt zurückgehen. Die erhoffte Wirkung bleibt jedoch aus: Madeline und Tom Travers merken nichts von dem selbst auferlegten Opfer von Gussie und Tante Dahlia. Angela fühlt sich von Tuppys Zurückhaltung nur zu scharfzüngigen Bemerkungen über sein Gewicht veranlasst. Schlimmer noch: Die unberührten Teller nimmt Starkoch Anatole persönlich – er sieht seine Kochkunst nicht mehr gewürdigt, zieht sich schmollend auf sein Zimmer zurück und ist fest entschlossen zu kündigen. Auch die Tatsache, dass Tom Travers und seine Tochter des Nachts drei hungrige Personen in der Speisekammer vorfinden, die dort versuchen, an Anatoles Fleischpastete zu gelangen, trägt nicht zur Entspannung der Situation bei. Für Tante Dahlia ist klar, wer schuld an dem so schlecht gelaufenen Abend ist: Bertie Wooster und seine unglückseligen Ratschläge.
Am nächsten Morgen unterbreitet Bertie seinem Freund Gussie einen neuen Plan, wie dieser seine Schüchternheit ablegen könnte. Bertie wird mit Madeline im Park spazieren geben, sie behutsam darauf vorbereiten, dass es auf Brinkley Court jemand gebe, der tiefere Gefühle für sie hege und dann wird der sorgfältig auf seinen Auftritt vorbereitete Gussie hinzukommen und ihr seine Liebe gestehen. Auch dieser Plan scheitert: Madeline glaubt, dass Bertie in sie verliebt sei und teilt ihm mit, dass sie ihn leider zurückweisen muss, weil sie Gussie liebe. Der hinzukommende Gussie vermasselt seinen Auftritt gleichfalls. In seiner Aufgeregtheit fällt es ihm nur ein, über sein Hobby, die Molch-Forschung zu reden, bis selbst Madeline sich gelangweilt zurückzieht.
Bertie glaubt, die Ursache für Gussies Schüchternheit gefunden zu haben. Gussie verweigert sich jedem Alkoholgenuss und zieht Orangensaft allen anderen Getränken vor. Bertie beschließt gegen Jeeves entschiedenem Rat, Gussies Orangensaft mit etwas Alkohol aufzupeppen. Auch dieser Plan scheitert; Gussie nimmt wesentlich mehr Alkohol zu sich als geplant ist mit der Folge, dass Gussie vollkommen alkoholisiert in Richtung Preisverleihung an der Grundschule abreist. Immerhin macht er Madeline jedoch einen Heiratsantrag, den sie auch annimmt. Es kommt danach jedoch zu einer denkwürdigen Preisverleihung, bei dem zur Freude der Schüler Gussie den Schuldirektor beleidigt und Preisträger im Bibelwettbewerb des Betrugs beschuldigt. Madeline entscheidet nach dieser Veranstaltung, dass Gussie für sie nicht mehr als Partner in Frage kommt. Sie wird sich jetzt opfern und Bertie heiraten. Die Aussicht, die sentimentale Madeline als Ehefrau zu haben, ist für Bertie furchtbar. Als Gentleman wagt Bertie es nicht, Madeline über ihr Missverständnis aufzuklären. Der von Madeline zurückgewiesene Gussie will sich nun an Madeline rächen und macht Angela einen Heiratsantrag, den Angela annimmt, um Tuppy zu verärgern. Tuppy reagiert ausgesprochen eifersüchtig und jagt unter der Androhung, er werde ihn verprügeln, Gussie durch den gesamten Landsitz.
Angesichts der angerichteten Verwicklungen gesteht Bertie Jeeves ein, dass er sich keinen Rat mehr wisse und bittet Jeeves, sich etwas einfallen zu lassen. Nun wird umgesetzt, was Jeeves bereits mehrere Tage zuvor vorgeschlagen hat: Während nahezu alle Dienstboten auf Kingham Manor, einem Landsitz in der Nachbarschaft, auf einem Dienstbotenball feiern, kommt es auf Brinkley Court zu einem mitternächtlichen Feueralarm. Alle Anwesenden versammeln sich auf dem Rasen vor dem Landsitz, finden aber alle Türen zurück ins Haus verschlossen, als sich der Alarm als Fehlalarm herausstellt. Bertie, dem der Fehlalarm zugeschrieben wird, wird zu einer nächtlichen Fahrradtour über 18 Meilen gezwungen, um bei Seppings, dem auf Kingham Manor mitfeiernden Butler von Brinkley Court, den Schlüssel zu holen. Die Fahrt im Dunkeln wird zum Abenteuer, bei der Bertie wiederholt in der Gefahr schwebt, im Graben zu landen und er in den nächtlichen Spukgestalten sogar seine furchteinflößende Tante Agatha zu erkennen glaubt. Auf Kingham Manor angekommen erfährt er von Butler Seppings, dass er die Schlüssel zum Landsitz Jeeves anvertraut habe. Nach Brinkley Court zurückgekehrt findet er alle dort verbliebenen bei einem mitternächtlichen Mahl mit Eiern, Speck und Champagner vereint. Angela und Tuppy sind ebenso wieder miteinander versöhnt wie Gussie und Madeline miteinander verlobt sind. Und Tante Dahlia hat von ihrem Ehemann Tom ein zweites Mal die so dringend benötigten 500 Pfund erhalten. Jeeves klärt seinen Arbeitgeber auf, warum die nächtliche Radtour notwendig war. Er habe in der Vergangenheit beobachtet, dass der gemeinsame Zorn auf eine Person die Missstimmungen zwischen Zerstrittenen glätten würde. Daher sei es notwendig gewesen, dass Bertie als Sündenbock agiere. Als letztes gesteht Jeeves Bertie ein, ihm sei ein kleines Missgeschick passiert. Beim Bügeln habe das weiße Dinnerjacket irreparable Brandflecken erlitten. Bertie zeigt sich großmütig und der Roman endet damit, dass Bertie nach einem Omelett und einer halben Flasche Champagner verlangt.